# Cantón Quijos
El Cantón Quijos es una municipalidad de la provincia de Napo. Está enclavado entre el flanco oriental de la Cordillera Real de los Andes y el sector de la Alta Amazonia. Toma el nombre de sus pobladores originarios, el cantón posee una ubicación estratégica por ser la puerta de acceso principal desde la zona centro-norte del país hacia la amazonia ecuatoriana, por medio de la conocida “vía interoceánica”. Su cabecera cantonal es la ciudad de Baeza.  Su población es de 6645 habitantes, tiene una superficie de  1601,81 km².  Su alcalde actual para el período 2023-2027 es Edison Cueva.
Pese a encontrarse en una provincia amazónica, Quijos es uno de los cantones que más nevadas recibe durante las olas frías de la cordillera andina, en especial en la parroquia de Papallacta, siendo también una de las localidades donde se han registrado algunas de las temperaturas más bajas históricamente.
El ingreso al cantón puede realizarse desde la sierra (Noroccidente) por la vía Pifo-Baeza o por la vía con acceso norte hacia Lago Agrio y entrando por el sur desde la ciudad del Tena. El lugar tiene un entorno rural con intervención antrópica en las zonas cercanas a la troncal amazónica y la vía Interoceánica.

## Historia
La región de los indios Quijos era uno de los países que pertenecía al Soberano de Quito antes de ser conquistada por los españoles. En 1534, año de la fundación de Quito, ya se conocía la existencia de la Provincia de los Quijos. Este calificativo se supone fue tomado del río que lleva ese nombre porque, el 28 de junio de 1535, al demarcar la ciudad de Quito se considera que el límite va en dirección a Quijos hasta la parte que se llama Hatunquijos y de donde se trae la mayor parte de la canela proveniente del otro lado del gran río. En 1538 ingresa Díaz de Pineda a territorio Quijos en busca del Dorado y la Canela. Después penetra Pizarro con Díaz de Pineda. En 1542 Orellana atraviesa el Valle de Cosanga y el Valle de Sumaco para descubrir el Amazonas el 12 de febrero. El 25 de junio de 1824, según la primera Ley relacionada con la División del Territorio Nacional, se crea el cantón Quijos, perteneciente a la provincia de Pichincha; sin embargo con el pasar de los años este desaparece. Con la Reforma de la Ley Especial de Oriente por parte del Congreso Nacional, mediante decreto promulgado en el Registro Oficial del 17 de enero de 1955, se restituye definitivamente la creación del cantón Quijos, en la provincia de Napo.

## Geografía

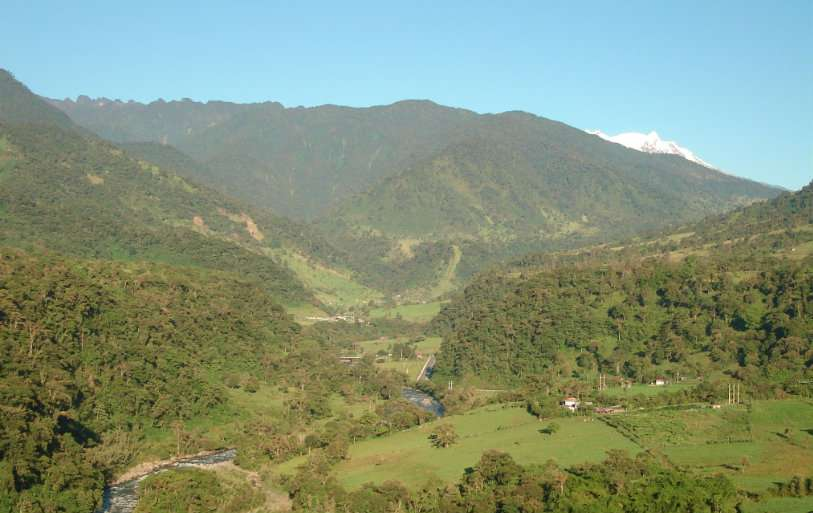
Quijos, entrada a la Amazonia

### Límites
- Al norte con el Cantón El Chaco.
- Al sur con el Cantón Archidona.
- Al este con el Cantón Archidona y la Provincia de Orellana.
- Al oeste con el Distrito Metropolitano de Quito en la Provincia de Pichincha.[5]

### Clima
El clima es templado frío y alcanza temperaturas promedio de 9.4 °C en varias zonas del cantón, mientras que en otras zonas la temperatura tiene un promedio de 16 °C la mayoría de los meses del año. Las precipitaciones oscilan entre los 1000 y los 1500 mm en las partes altas, llegando hasta los 3000 y 3500 mm en las zonas más bajas. Las características físicas y climatológicas del territorio determinan al mismo tiempo sus potencialidades y limitaciones.

## División política
Quijos tiene seis parroquias:

### Parroquias urbanas
- Baeza (cabecera cantonal)

### Parroquias rurales
- Cosanga
- Cuyuja.
- Papallacta
- San Francisco de Borja
- Sumaco[2]

## Economía
La actividad económica principal del cantón Quijos es la ganadería, con la producción de leche; en segundo lugar la agricultura, huertas familiares, huertas escolares, con cultivos de ciclo corto, bajo invernaderos. El comercio es una actividad poco desarrollada debido a varias causas como: centros poblados muy pequeños, la proximidad de la capital de la República, la ausencia de zonas industriales, ya que la leche se llevan a la provincia de Pichincha hacia las fábricas de lácteos.

### Principales productos
- Tomate de árbol
- Tomate riñón
- Pastos
- Producción de Lácteos
- Naranjilla
- Piscicultura

## Turismo
En esta zona se fomenta el turismo mediante emprendimientos que ofrecen servicios  con altos niveles de calidad y permiten al visitante explorar todas las maravillas del cantón. La belleza natural no tiene comparación, sumada a su gente amable y una amplia historia que le convierte en el lugar ideal para disfrutar en las vacaciones.

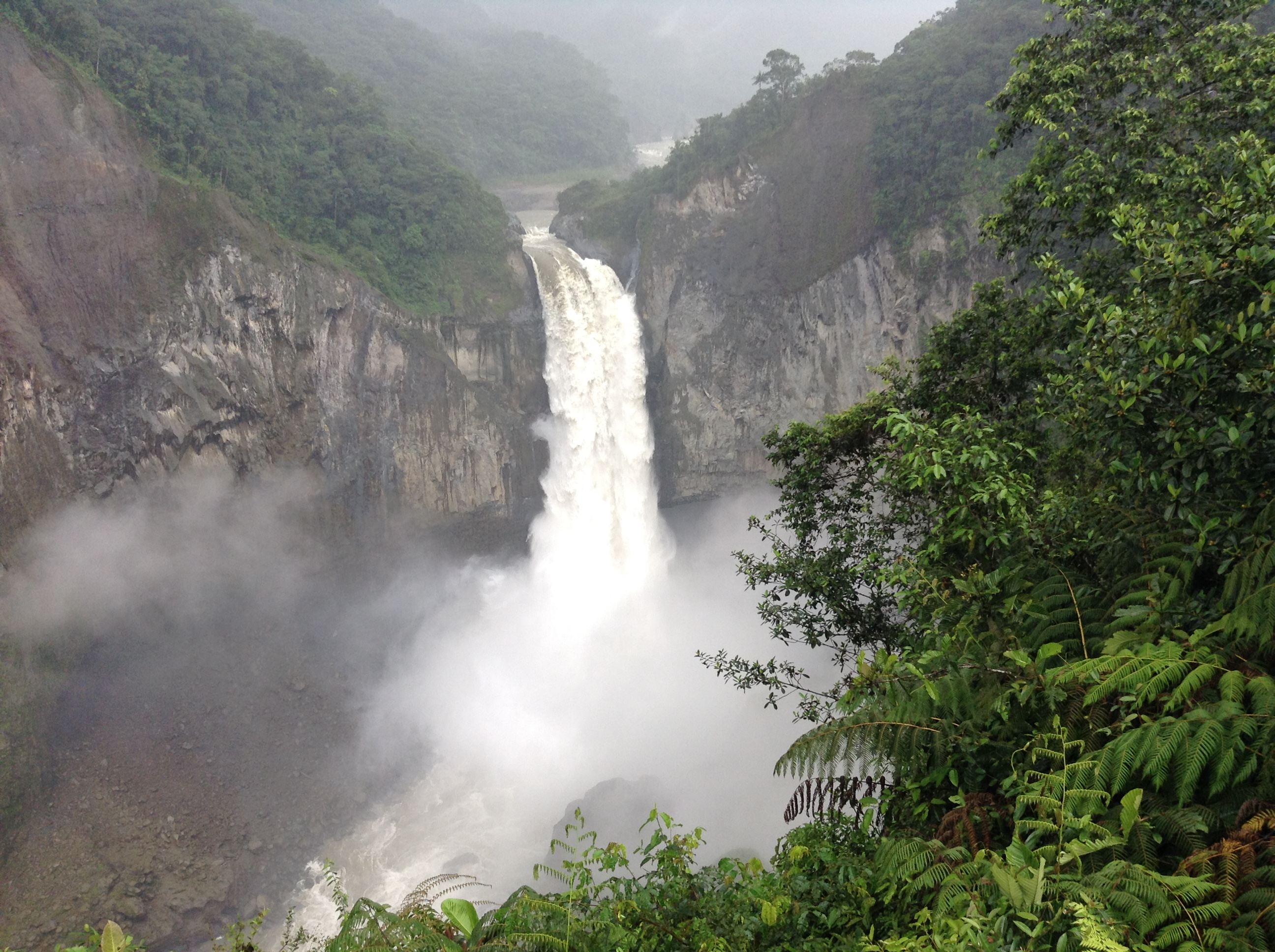
Casada San Rafael

### Atractivos turísticos
- Termas de Papallacta
- Laguna de Papallacta
- Río Quijos
- Volcán Antisana
- Guango
- Santuario de la Virgen
- Campiña del Quijos
- Mirador de Condijua
- Las Caucheras
- Cascada del Río Machángara
- Zoo La Granja[8]